# Attalea luetzelburgii
Attalea luetzelburgii är en enhjärtbladig växtart som först beskrevs av Karl Ewald Maximilian Burret, och fick sitt nu gällande namn av Jan Gerard Wessels Boer. Attalea luetzelburgii ingår i släktet Attalea och familjen Arecaceae. Inga underarter finns listade i Catalogue of Life.